# Vier Tondichtungen nach A. Böcklin
Vier Tondichtungen nach A. Böcklin ist ein Orchesterwerk von Max Reger, das er 1913 in Meiningen komponierte. Seine vier Teile beziehen sich auf vier Gemälde von Arnold Böcklin, einschließlich Die Toteninsel.

## Hintergrund und Geschichte
Obwohl Tondichtungen um 1900 unter anderem auch durch die zahlreichen Werke von Richard Strauss ein durchaus übliches Genre waren, komponierte Reger ansonsten bevorzugt absolute Musik. Er beschrieb die Vier Tondichtungen nach A. Böcklin (op. 128) und Eine romantische Suite (op. 125) als einen „Ausflug in das Gebiet der Programmmusik“.
Reger komponierte das Werk von Ende Mai bis Juli 1913 in Meiningen, nachdem er ab Oktober 1912 mit der Planung begonnen hatte. Er widmete es Julius Buths. Die Noten wurden im September 1913 bei Bote & Bock veröffentlicht. Reger führte das Werk am 12. Oktober 1913 zum ersten Mal mit dem Städtischen Orchester im Saalbau Essen auf.

## Aufbau

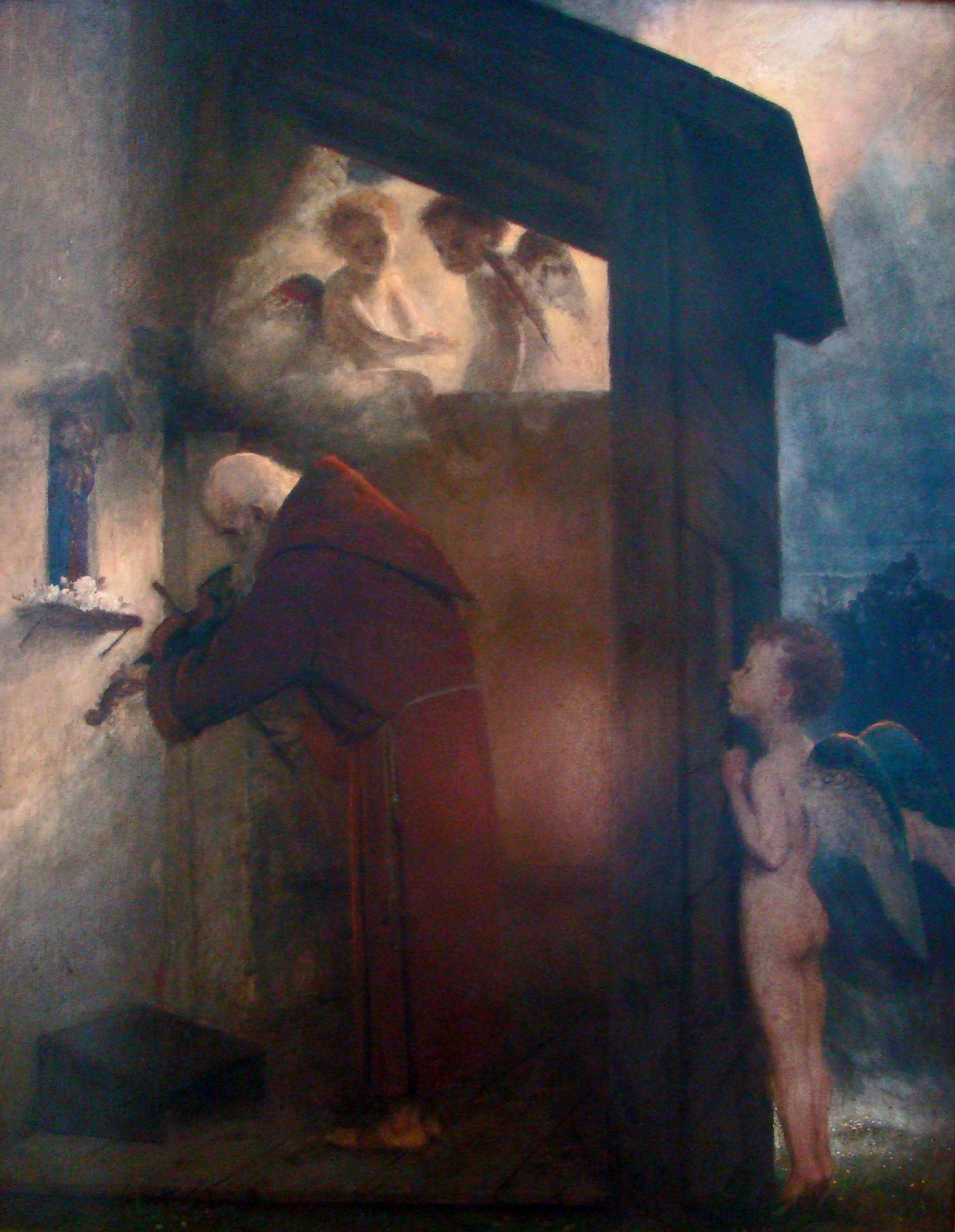
Der Einsiedler (1884)

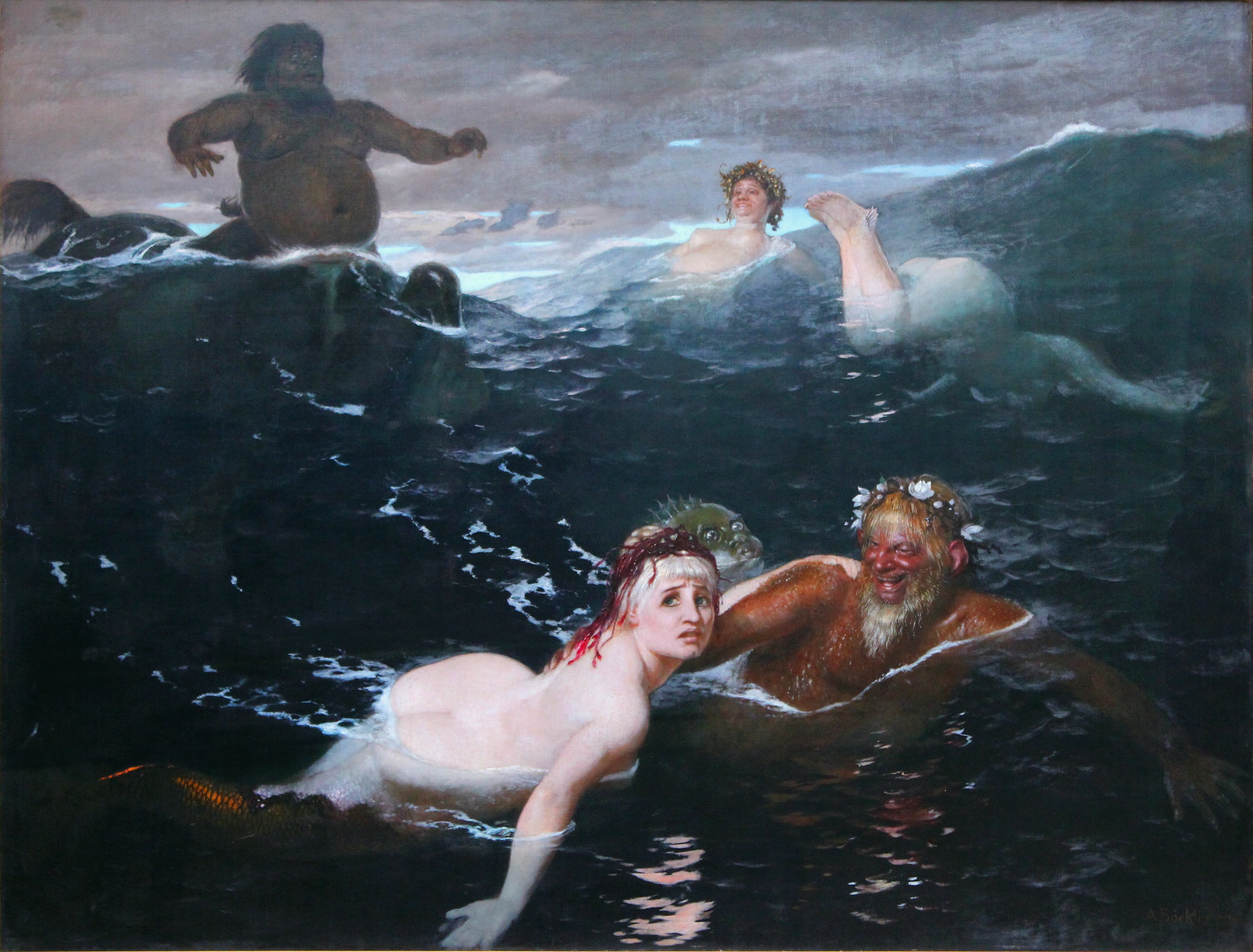
Im Spiel der Wellen (1883)

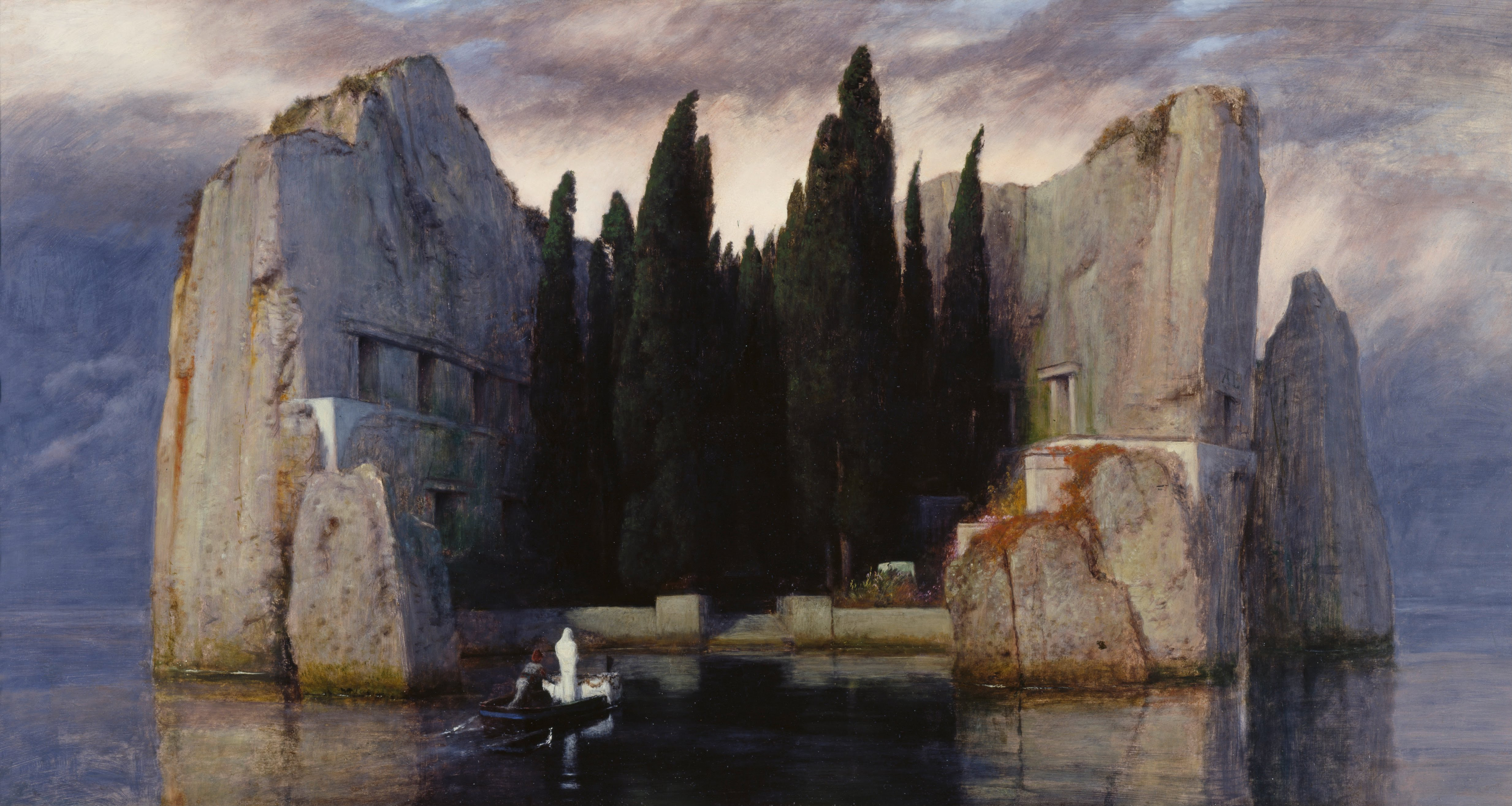
Die Toteninsel (1883)

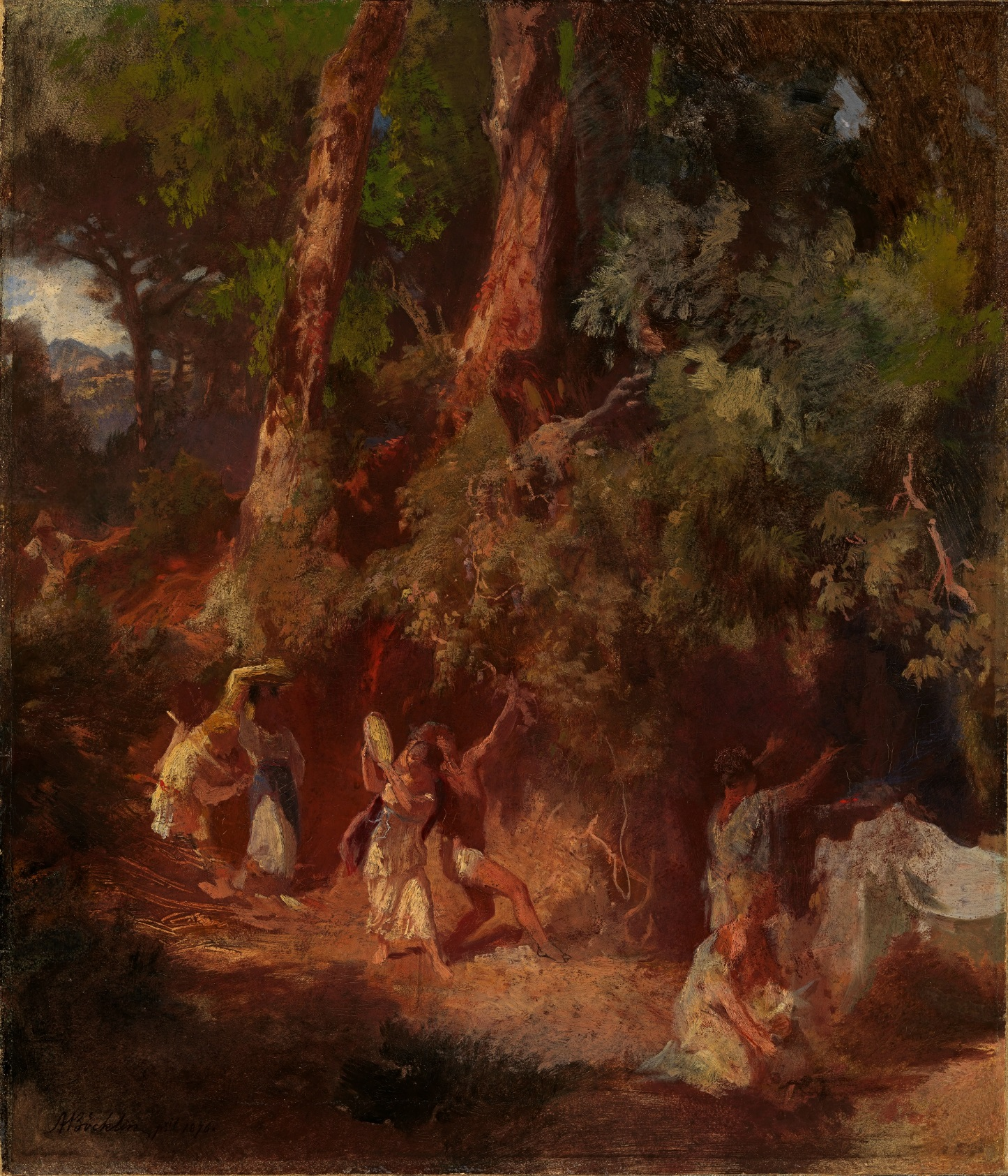
Bacchantenfest (um 1856)

Die vier Teile kontrastieren im Tempo: langsam, schnell, langsam, schnell. Die Vortragsbezeichnung der beiden langsamen Teile ist Molto sostenuto (aber nie schleppend), die der beiden schnellen Vivace.
| Nr. | Titel               | Tempobezeichnung                       | Taktart | Tonart   |
| --- | ------------------- | -------------------------------------- | ------- | -------- |
| 1   | Der geigende Eremit | Molto sostenuto (doch nie schleppend!) | 3/4     | a(-Moll) |
| 2   | Im Spiel der Wellen | Vivace                                 | 3/4     | fis-Moll |
| 3   | Die Toteninsel      | Molto sostenuto (doch nie schleppend)  | 4/4     | cis-Moll |
| 4   | Bacchanal           | Vivace                                 | 2/4     | A(-Dur)  |

Das Werk ist für ein Sinfonieorchester mit drei Flöten (einschließlich Piccolo), zwei Oboen (einschließlich Englischhorn), zwei Klarinetten, zwei Fagotte, Kontrafagott, vier Hörner, drei Trompeten, drei Posaunen, Tuba, Harfe, drei Pauken und weiterem Schlagzeug sowie einer Solo-Geige und Streichern geschrieben. Die Teile können einzeln oder wie eine Symphonie aufgeführt werden.

### Der geigende Eremit
Der geigende Eremit nimmt Bezug auf das Gemälde Der Einsiedler, das Böcklin 1884 in Florenz geschaffen hatte. Eine Solo-Violine steht im Kontrast zu einer Streichergruppe, die gedämpft (con sordino) spielt, und einer weiteren, die ungedämpft spielt. Die ätherische Violine (ethereal violin) kann mit dem 1914 von Ralph Vaughan Williams komponierten Musikstück Aufsteigende Lerche (The Lark Ascending) verglichen werden. Klaus Uwe Ludwig schrieb ein Arrangement für Violine und Orgel, das von Breitkopf veröffentlicht wurde.

### Im Spiel der Wellen
Im Spiel der Wellen nimmt Bezug auf Im Spiel der Wellen, das Böcklin 1883 gemalt hat. Wie das Gemälde evoziert die Musik das Flimmern des Meerschaums in der Sonne sowie das Spiel der Najaden mit Triton.
Ein Rezensent verglich das Stück mit Debussys Tondichtung La Mer, die ein paar Jahre zuvor geschrieben worden war und in deren Orchestersatz sich der Klanganteil gegenüber der thematischen Arbeit weiter verselbständigt hatte. Er bemerkte, dass Reger ein farbenfrohes Reich von mythischen Kreaturen verfolgt habe (Reger pursued the flamboyant realm of mythical creatures). Beide Werke haben einen ähnlich funkensprühenden orchestralen Charakter (sparkling orchestral character).

### Die Toteninsel
Die Toteninsel nimmt Bezug auf das gleichnamige Motiv, das Böcklin zwischen 1880 und 1886 in fünf verschiedenen Gemälden dargestellt hat. Die Toteninsel gilt als Böcklins bekanntestes Werk, mit einem Titel, den nicht er selbst, sondern der Kunsthändler Fritz Gurlitt erfunden hat. Thomas Mann charakterisierte dieses Gemälde als einen Ausdruck von Sympathie mit dem Tode, typisch für das Fin de siècle.
Eine auf das Bild zurückgehende Komposition von Andreas Hallén war bereits 1897 erschienen. Ihr folgten andere Werke, so die gleichnamige sinfonische Dichtung op. 29 von Sergei Rachmaninow, die am 18. April 1909 in Moskau uraufgeführt wurde.
Rachmaninow hatte zunächst ein Schwarzweißfoto des Gemäldes in Paris gesehen, bevor er es im Original in einer Galerie in Leipzig betrachten konnte.
Reger schrieb lang gehaltene, aber veränderliche Akkorde (long-held but shifting sonorities), für die er das Orchester wie eine Orgel einsetzte. Max Beckschäfer arrangierte Regers Stück 1984 für die Orgel. Die Uraufführung fand 1985 in der Marktkirche von Wiesbaden statt.

### Bacchanal
Bacchanal nimmt Bezug auf das Gemälde Bacchantenfest aus der Zeit um 1856. Es mag die Narreteien früherer orgiastischer Zeiten darstellen, oder das Bedürfnis einer älteren Person, nach wie vor daran teilzuhaben. Reger, der seine eigene Erfahrung „Sturm und Trank“ nannte, als Wortspiel mit Sturm und Drang, nutzte Kontrapunkt, harmonische Entwicklung und raffinierte Instrumentation, um das blendende Gemälde in Musik zu verwandeln.

## Andere Werke und spätere Aufführungen
Regers Schüler Fritz Lubrich komponierte ebenso wie sein Lehrmeister 1913 Drei romantische Tonstücke nach Böcklinschen Bildern für Orgel op. 37 (Nr. 3 Toteninsel). Regers Werk wurde 2016 als offizielles Eröffnungskonzert beim Reger-Jahr durch die Musikhochschule Leipzig in Leipzig aufgeführt, wo Reger 1916 gestorben war.